# هورمون آزادکننده گنادوتروپین
هورمون آزادکننده گنادوتروپین (انگلیسی: Gonadotropin-releasing hormone) یا به اختصار «GnRH» یک هورمون است که کارش تحریک ترشح هورمون محرکه فولیکولی (FSH) و هورمون لوتئینی (LH) از غدهٔ هیپوفیز قدامی است. این هورمون محرکهٔ پپتیدی، در سلول‌های عصبی خاصی در هیپوتالاموس ساخته می‌شود و خودش عضوی از خانواده هورمون‌های آزادکننده گنادوتروپین است. این هورمون نخستین مرحله از محور «هیپوتالاموس-هیپوفیز-غدد جنسی» است.
ترشح هورمون GnRH یا هورمون آزادکننده هورمون لوتئینه‌کننده (LHRH) ضرباندار است (یعنی افزایش و کاهش یابنده در طول شبانه روز).
عدم ترشح این هورمون سبب بیماری سندرم کالمن می‌شود.

## عملکرد
این هورمون باعث آزاد شدن هورمون محرکه فولیکولی (FSH) و هورمون لوتئینی (LH) از هیپوفیز می‌شود که با کنترل سطح خونی این دو هورمون رشد و بلوغ جنسی و اعمال و خصوصیات جنسی را در هر دو جنس مستقیم یا غیر مستقیم موجب می‌شود.